# L’Arrivée d’un train en gare de La Ciotat
L’Arrivée d’un train en gare de La Ciotat er en sort/hvid film, produceret af brødrene Auguste og Louis Lumière. Filmen havde premiere i kælderen under caféen Le Salon Indien du Grand Café i Paris en januardag i 1896.
Filmen, der varer 50 sekunder, handler om et tog, der kører til perron i byen  (en). Toget fortsætter ud mod publikum uden at stoppe, hvilket angiveligt fik publikum til at flygte ud af caféen i rædsel. Hændelsen er blandt andet omtalt i bogen Geschichte des Films (1975) og i Der Spiegel (1995). Der er dog ingen spor efter, at folk er blevet paniske. Hverken i politirapporter eller i datidens medier. Den tyske filmhistoriker Martin Loiperdinger punkterede i 2004 myten med en artikel i filmmagasinet The Moving Image, som han kaldte “Ankomsten af Lumières tog: Filmhistoriens grundlæggende myte”.
Louis Lumière optog en 3D-version af filmen i 1934.